# Vauxhall Viva
La Viva è una piccola autovettura per famiglie prodotta dalla Vauxhall in tre serie dal 1963 al 1979, identificate con le sigle HA, HB e HC. Pur condividendo buona parte della meccanica con la Opel Kadett,  la Viva è considerata l'ultima Vauxhall ad avere un progetto proprio. In seguito, infatti, per strategia commerciale della proprietaria General Motors, il marchio inglese si limiterà a proporre versioni rimarchiate di modelli Opel.

## Il contesto
La Viva nacque nel 1962 come equivalente inglese della Opel Kadett A, che aveva debuttato l'anno precedente, in Germania Ovest. La versione familiare fu prodotta con il nome di Bedford HA. Nella terza serie, la Vauxhall decise di affiancare alla Viva un modello più economico, ma costruito sulla sua stessa base: la Vauxhall Chevette. I modelli concorrenti della Viva sul mercato britannico erano la Ford Anglia (poi Ford Escort dal 1968) e la Morris Minor.

## La Viva HA (1963–1966)
La prima serie del modello, la Viva HA, fu il primo tentativo della Vauxhall di rientrare nel mercato delle auto destinate alla piccola borghesia britannica. Il modello aveva installato un motore a quattro cilindri in linea da 1.057 cm³ di cilindrata e valvole in testa. Il propulsore era montato anteriormente e la trazione era posteriore. La versione familiare di questo modello fu denominata con un altro nome, Bedford HA, e rimase in produzione fino al 1983. Migliaia di questi veicoli vennero acquistati dal General Post Office per essere utilizzati come auto di servizio, e circolarono nel Regno Unito verniciati del tipico colore giallo, che diventò poi una caratteristica distintiva di queste auto postali.

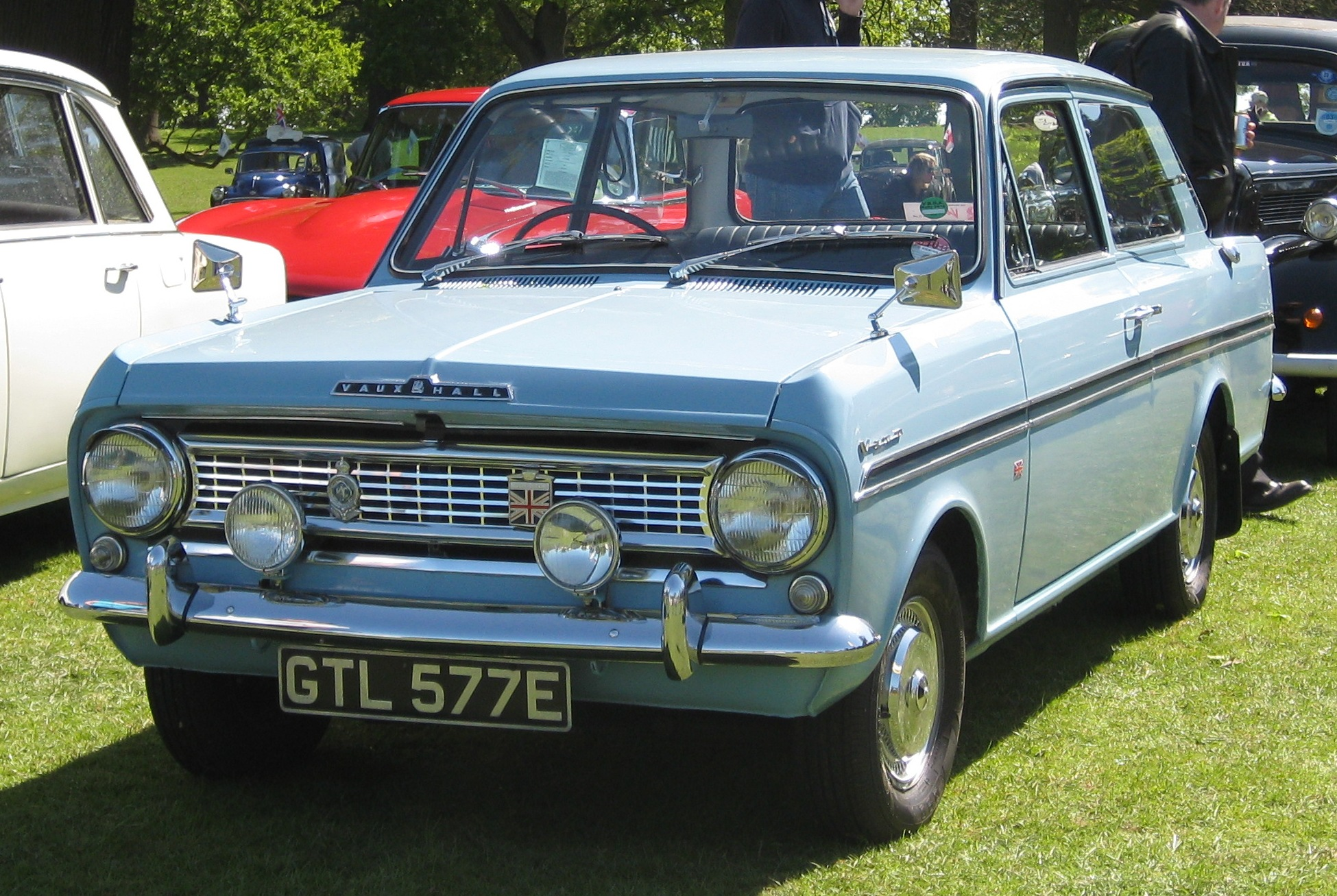
Una Viva HA SL del 1967 con motore versione 90

La Viva HA era caratterizzata da una guida fluida, da una facilità d'uso, da una frizione e da uno sterzo leggeri, da una buona visibilità e da un'erogazione di potenza relativamente vivace. Fu uno dei primi modelli ad essere commercializzato con un occhio di riguardo per la clientela di sesso femminile, che fino ad allora non era mai considerata durante la fase di progettazione dei modelli. Quest'ultima era quindi sviscerata, prima della Viva HA, senza prendere in considerazione i bisogni e le necessità delle donne quando erano alla guida del veicolo.
Le sospensioni, lo sterzo ed i supporti motore della Viva HA diventarono molto popolari sulle autovetture hot rod britanniche per la loro semplicità costruttiva e per la facilità di montaggio, che permetteva un'installazione semplice anche sui modelli degli anni trenta. Inoltre c'era la possibilità di montare un motore più grande, perlomeno rispetto alle dimensioni di quello originale. In particolare, le sospensioni anteriori della Viva erano costituite da quadrilateri e ammortizzatori telescopici, che erano accoppiati a balestre trasversali. Le sospensioni posteriori erano invece costituite dalle convenzionali molle a balestra semiellittica.
In Canada le HA vennero vendute come Vauxhall Viva dai concessionari Pontiac e Buick, e come Envoy Epic dalla rete di distribuzione Chevrolet e Oldsmobile. Sul mercato canadese, il modello fu la seconda vettura media d'importazione più venduta dopo il Volkswagen Maggiolino.
La versione più lussuosa e accessoriata, la SL (sigla di Super Luxury), fu introdotta nel 1965. Infatti, al momento del lancio la Viva HA era offerta solo in versione base e DeLuxe. Per quanto riguarda i motori, erano presenti due versioni, quella base e la "90". La prima erogava 44,2 CV di potenza, mentre la 90, che fu introdotta nell'ottobre del 1965, sviluppava 53,7 CV grazie ad un più alto rapporto di compressione (9:1). La presenza di tre allestimenti e due motorizzazioni, comportò, per la Viva HA, l'offerta di sei tipi di combinazioni, perlomeno su alcuni mercati. La versione 90 era dotata di freni a disco anteriori e di adesivi applicati sulla fiancata, mentre la versione SL era caratterizzata da una calandra cromata, da copricerchioni pieni, da fanali posteriori a tre elementi di forma tonda e da interni migliori.
Con più di 300.000 esemplari venduti di Viva HA, la Vauxhall centrò l'obiettivo che si era prefissata con il lancio della vettura, cioè il rientro nel mercato dei modelli per la piccola borghesia britannica. Questa fetta di mercato fu infatti abbandonata dalla Vauxhall poco dopo la fine della seconda guerra mondiale. L'ultimo modello Vauxhall di questa categoria fu infatti la Vauxhall 10, che uscì di produzione nel 1947. In Australia, la Viva HA è stata offerta con il nome di Holden RA. Questa prima serie di Viva soffrì però di problemi di arrugginimento del corpo vettura.
La versione furgonata è stata in produzione fino al 1983.

## La Viva HB (1966–1970)

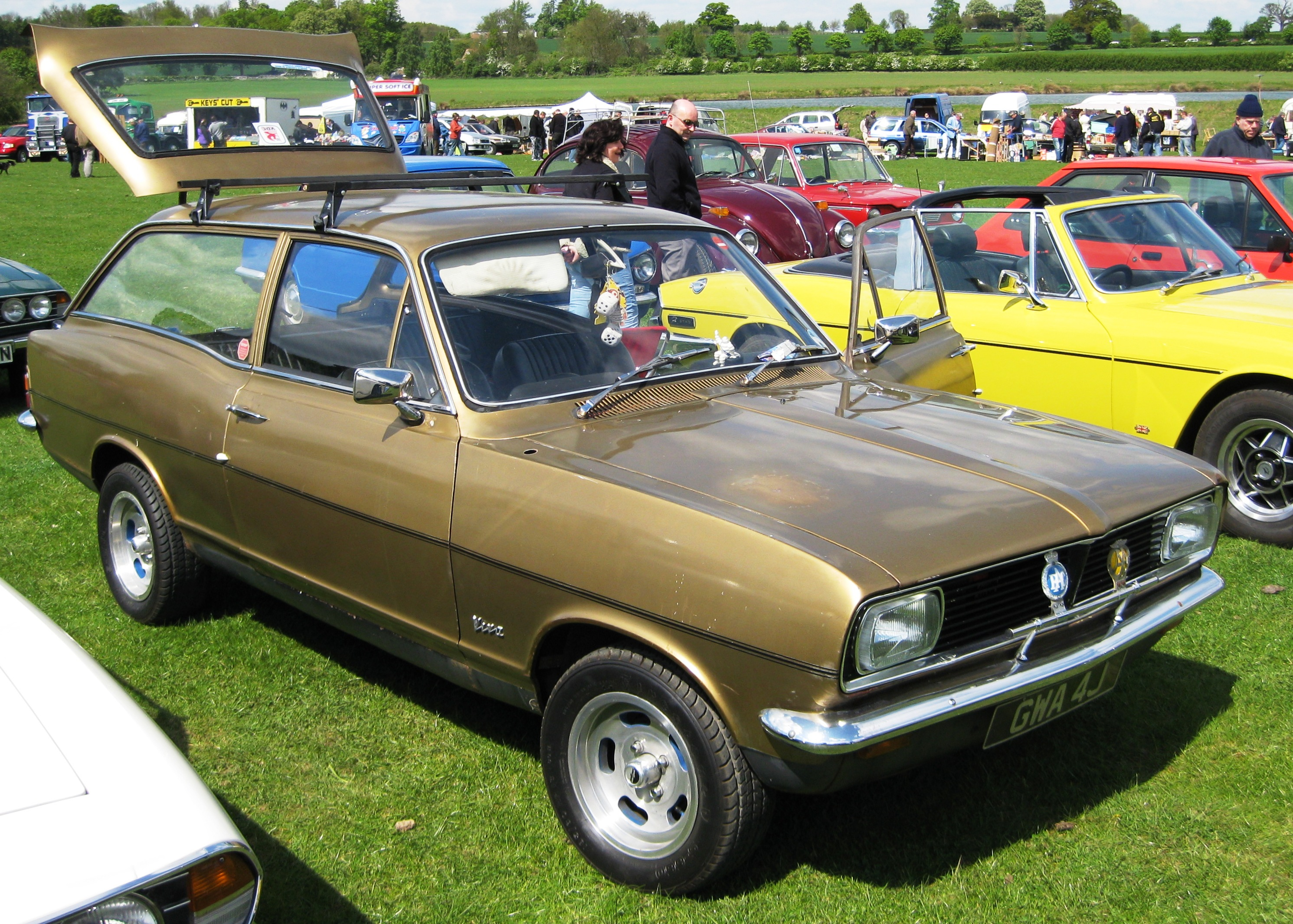
Una Viva HB familiare

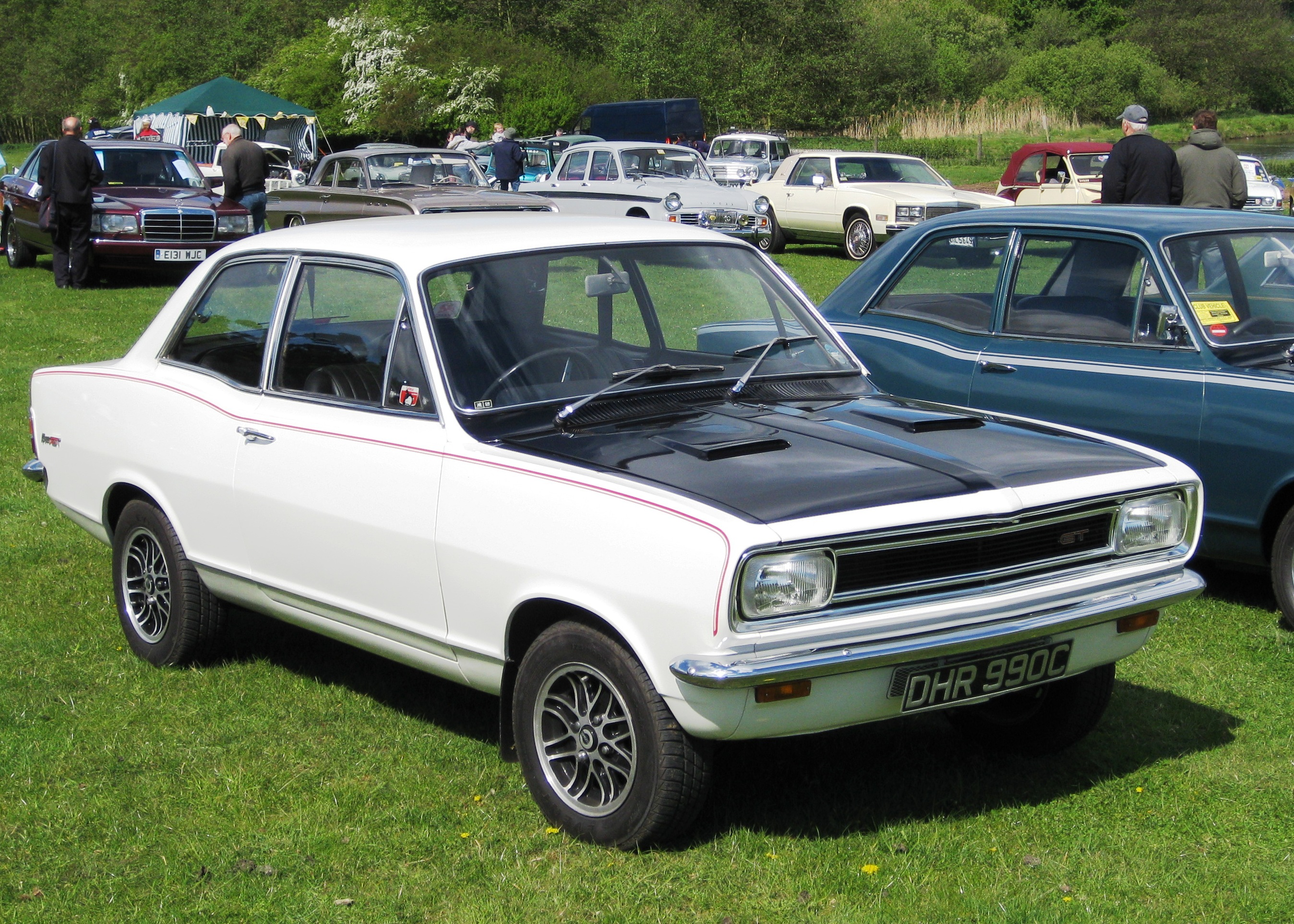
Una Viva HB GT

La Viva HB fu la seconda serie del modello. Rispetto alla generazione precedente aveva una carrozzeria più grande, con la linea di cintura “a bottiglia di coca-cola”, all'epoca comune tra le berline modelli del gruppo General Motors come le Chevrolet Impala e Caprice. Al momento del lancio, la Viva HB era dotata di un propulsore con cilindrata di 1.159 cm³. A richiesta si potevano avere le versioni "90" e "Brabham 90". Quest'ultima era progettato da Jack Brabham. Gli esemplari con questo motore installato sono estremamente rari ed erano contraddistinti da una striscia nera che correva dal cofano al parafango posteriore. L'unico cambio disponibile era manuale a quattro rapporti sincronizzati.
Dal febbraio del 1968 fu offerto un motore da 1.975 cm³ dotato di doppio carburatore, che venne offerto sulla nuova versione Viva GT, mentre dal maggio 1968 fu aggiunto alla gamma un propulsore da 1.599 cm³. Entrambi erano già installati sulla Victor ed erano a quattro cilindri in linea. Il motore da 1,6 L sostituì, in sostanza, il propulsore Brabham, anche se molti clienti si lamentarono degli alti consumi. Erano ancora offerti gli allestimenti base, DeLuxe e SL.
La versione GT era quella sportiva ed era caratterizzata da un cofano di colore nero, da quattro scarichi cromati, da un diverso gruppo motopropulsore, da coprimozzi cromati, oltre che da interni differenti. La versione GT fu tolta dai listini nel 1969 dopo 4.606 esemplari prodotti, facendo del modello una vettura rara e ricercata dai collezionisti.
All'inizio la Viva HB venne offerta solo in versione berlina due porte, ma dalla fine del 1967 venne introdotta una versione familiare tre porte. Alla fine del 1968 fu invece lanciata sui mercati la versione berlina quattro porte. La carrozzeria Crayford ne realizzò anche una versione cabriolet.
In Australia la Viva HB venne commercializzata come Holden Torana, mentre in Canada fu venduta dai concessionari Chevrolet e Oldsmobile come Envoy Epic, mentre dai punti vendita Pontiac e Buick venne distribuita come Vauxhall Viva.
L'aspetto elegante ed i motori potenti fecero della Viva HB un successo commerciale, con oltre 560.000 esemplari venduti. Dopo i problemi di arrugginimento che caratterizzarono la Viva HA, la qualità costruttiva del corpo vettura della Viva HB fu notevolmente migliorata.

## La Viva HC (1970–1979)

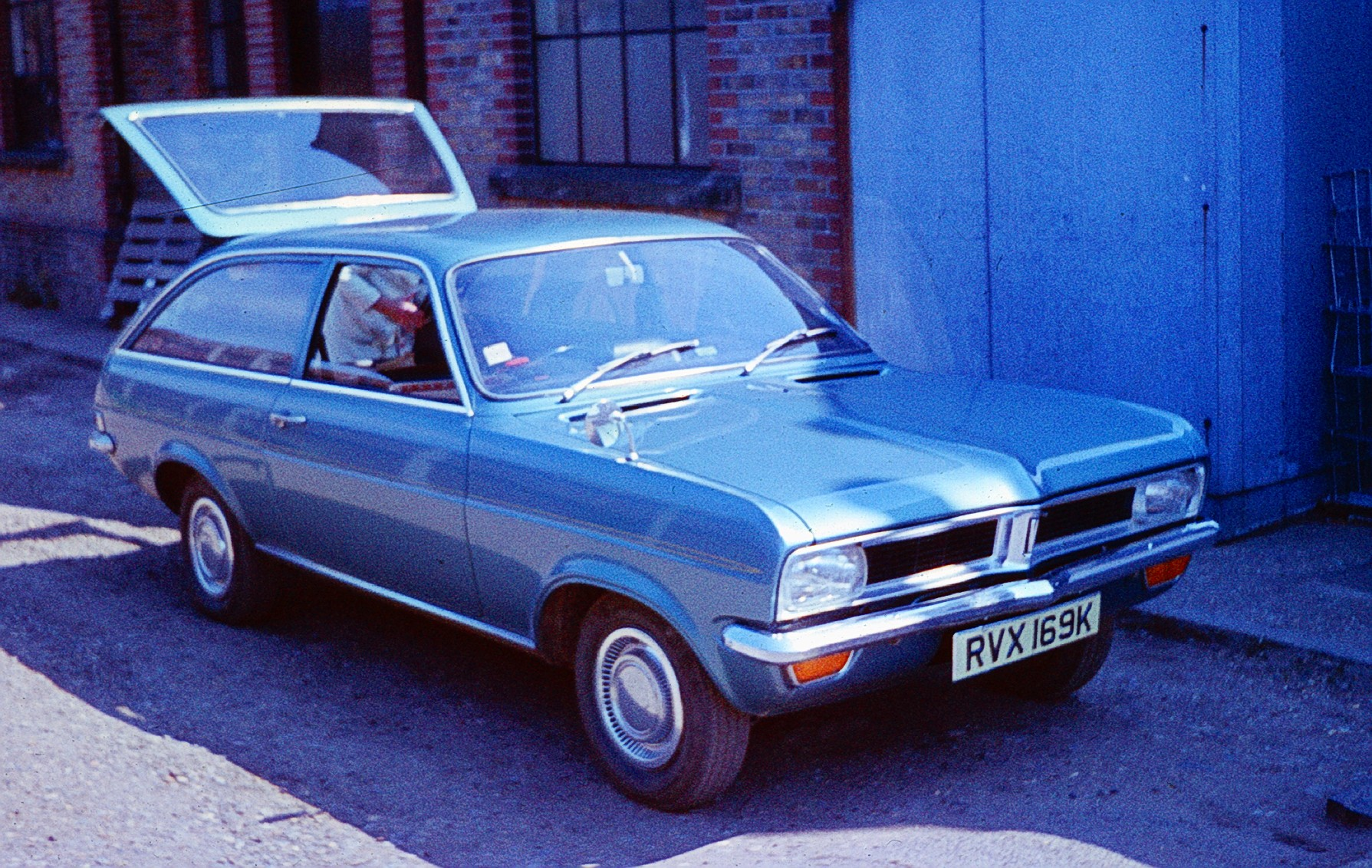
Una Viva HC familiare

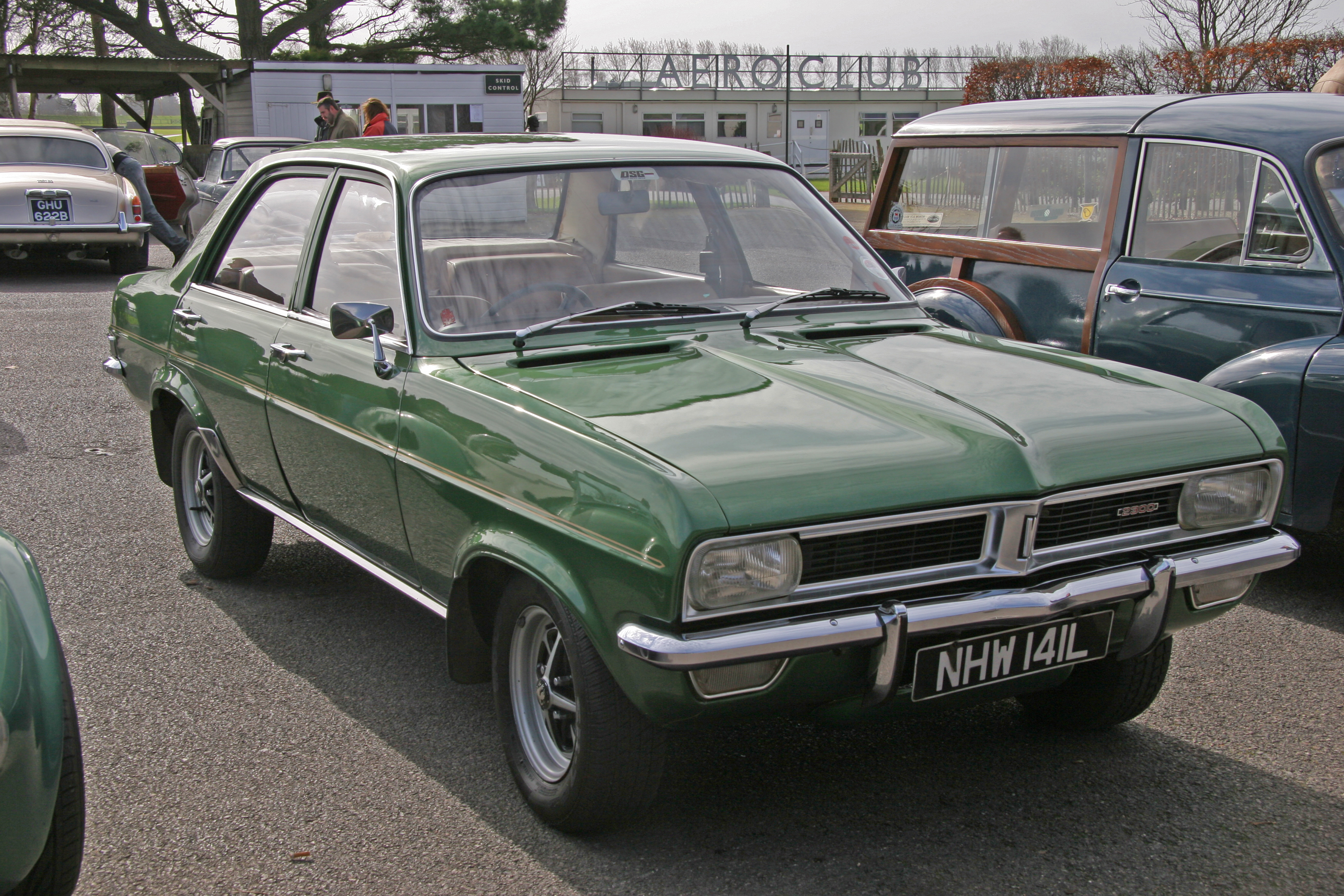
Una Viva HC 2300 SL quattro porte berlina

La Viva HC conservò la stessa meccanica della serie precedente, ma aveva uno stile più moderno. Inoltre, disponeva di più spazio interno. Alle varianti di carrozzeria della serie precedente (berlina a due o quattro porte e familiare a tre porte) venne aggiunta una variante coupé denominata Firenza. I motori offerti erano tre: il 1.159 cm³ versione base, il 1.159 cm³ versione 90 ed il propulsore da 1.599 cm³ (tutti ripresi dalla Viva HB). Il motore da 1.975 cm³ non venne riproposto in Europa, ma divenne l'unico disponibile per le Firenza vendute sul mercato canadese. Sempre in Canada, fu tolta di produzione la Envoy Epic (clone della Viva berlina) per fare spazio alla Chevrolet Vega. Questa serie di Viva soffrì di problemi di corrosione, e per questo motivo la General Motor fu oggetto di un'azione legale collettiva.
Per quanto concerneva la linea della carrozzeria, l'influenza dei modelli americani si fece sentire maggiormente. Infatti, ad esempio, erano presenti dei gruppi ottici posteriori orizzontali ed un cruscotto piatto. Erano ancora disponibili gli allestimenti base, DeLuxe ed SL.
Il motore base a fine 1971 fu portato da 1.159 cm³ a 1.256 cm³ e nel contempo la versione 90 fu tolta dai listini. Nell'occasione furono aggiornati anche gli altri due propulsori, che passarono da 1.599 cm³ a 1.759 cm³ e da 1.975 cm³ a 2.279 cm³. I modelli che avevano installato gli ultimi due motori menzionati erano anche equipaggiati da interni più lussuosi e nel 1973 diventarono un modello a sé stante, venendo chiamati Vauxhall Magnum. La Viva HC fu offerta con due tipi di cambi. I primo, che era manuale a quattro rapporti, era montato su quasi tutti i modelli, mentre il secondo era automatico ed era offerto con l'allestimento SL e solo con i motori da 1.759 cm³ e da 2.279 cm³.
Nel 1975 la Viva venne nuovamente rivista ed i tre livelli di allestimento furono chiamati E, L ed SL. La versione E, cioè quella base, fu la risposta della Vauxhall alla commercializzazione di modelli economici da parte dei marchi automobilistici concorrenti. Per motivi promozionali alcuni esemplari di Vauxhall Firenza in allestimento base furono venduti come "Vauxhall Viva Coupé E". Nel 1975, in Nuova Zelanda, la Viva cambiò nome in "Magnum 1300" a causa delle basse vendite, tentando di togliersi la fama negativa che aveva conquistato. In Sudafrica fu anche commercializzato un modello di nome Viva HC, che era però, in sostanza, una versione della Chevrolet Firenza dotata di una motorizzazione composta dal propulsore da 1,3 L già offerto nel Regno Unito, e da un motore Chevrolet da 2,5 L. Nel 1977 l'allestimento SL fu sostituito dall'allestimento GLS.
La produzione della Viva fu' ridotta drasticamente nel 1975 dopo il lancio della Chevette (che nasceva sulla sua stessa base). La Viva rimase in produzione fino al 1979, cioè fino al lancio della Astra. La Viva fu l'ultima Vauxhall ad avere un progetto proprio. A partire dagli anni settanta, infatti, il marchio inglese registrò un forte calo delle esportazioni e un peggioramento d'immagine, che portarono al crollo delle vendite. Ciò portò la General Motors a cambiare strategia, legando il marchio Vauxhall sempre di più alla Opel. Infatti i modelli successivi saranno un semplice "rebadging" di equivalenti modelli Opel (a partire proprio dalla Astra, del tutto identica alla Opel Kadett D).
Di Viva HC ne furono venduti poco più di 640.000 esemplari. Comprendendo le tre serie, di Viva ne furono prodotti più di 1.500.000 esemplari. La milionesima Vauxhall Viva venne verniciata di colore oro, e quando venne prodotta il 20 luglio 1971 fu organizzata una cerimonia a cui parteciparono anche personalità politiche.